# 駒田信二
駒田 信二（こまだ しんじ、1914年1月14日 - 1994年12月27日）は、日本の作家、文芸評論家、中国文学者。島根大学教授、桜美林大学教授、早稲田大学客員教授などを歴任した。

## 来歴
1914年1月14日、父の勤務地の大阪府大阪市に生まれる。本籍は三重県安濃郡多門村（現在は津市）で、家は明治23年（1890年）の名簿によると地価総額3036円余りの素封家だった。兄は父の姉の家を継いだ美術史家の谷信一。父の転勤で広島、金沢、東京と移動したのち、津で祖父母に育てられ、津中学校卒業、旧制山形高校を経て1940年東京帝国大学文学部支那文学科卒業。
1941年旧制松江高校教授となるが、1942年召集されて支那に出征、捕虜となり共産党の工作員と誤認されて死刑宣告を受けるが日本人と分かり釈放。1946年に復員後、旧制松江高校教授、1950年新制島根大学助教授、1955年退職して上京、各大学の非常勤講師をしながら著述生活を送り、1965年桜美林大学文学部教授となり中国文学科を興すが、1969年学園紛争のため退職、1975年早稲田大学客員教授。1994年12月27日、急性心筋梗塞のため東京都府中市の病院で死去した。
1965年、子供向け伝記「孫文」でサンケイ児童出版文化賞受賞。1958年から1980年まで『文學界』の同人雑誌評を、林富士馬、小松伸六、久保田正文とともに続け、その功績で1979年菊池寛賞受賞。1988年、三重県から駒田家伝来の古文書約4900件の寄贈を請われ、これを実行している（現在は三重県総合博物館蔵）。

## 人物
小説家として中谷孝雄に師事し、戦前の『日本浪曼派』に参加、戦後、戦争小説「脱出」（1948）で「人間」新人賞を受賞。『水滸伝』などの翻訳、『一条さゆりの性』などのストリッパーものなどで知られる。中国の艶笑譚やエロチックな小説を大胆に脚色した作品も多い。
後進の小説家を育てることに熱心で、1976年から始まった朝日カルチャーセンターの「駒田信二の小説教室」は、芥川賞作家の重兼芳子を生んだことで一時有名だった。
中国文学界で尊崇されていた吉川幸次郎の『水滸伝』の誤訳を批判しており、吉川の弟子で、松江高校時代の駒田の教え子でもある高橋和巳に、誤訳箇所を示し伝えるよう言ったところ、自分には言えないと言われ、手紙を書いて高橋に託したが、以後、高橋は出入りしなくなってしまった。駒田は1981年、このことをエッセイ「書けなかったこと」に書いた。だが、吉川が死んでから言うのは卑怯ではないかという批判があり、1982年のエッセイ「「書けなかったこと」に対する批判者に答える」で、実は1961年に吉川批判のエッセイを書いていたのだが編集者から突き返されていた、と書いている（いずれも『遠景と近景』所収）。
高島俊男によると、捕虜になって死刑宣告を受けたのは気を失っている間に捕らえられ、日本軍に味方した中国人（漢奸）と思いこまれてしまっていくら説明しても信じてもらえなかったからとのことで、「小説に書かれては」と高島が言ったところ「あまりに奇妙すぎて小説にならない（小説としてリアリティに欠ける、の意）」と述べたという（『本と中国と日本人と』、ちくま文庫）。
松江高校時代の教え子の篠田一士の回想によると、マチネ・ポエティクの人たちの将来性を買っていたという（冨山房百科文庫版『1946・文学的考察』の解題による）。

## 著書
- 脱出 鎌倉文庫 1949
- 石の夜 角川書店 1957
- 中国史談 第5巻 妖怪仙術物語 河出書房新社 1959。奥野信太郎,佐藤春夫,増田渉監修
- 新・墨子物語 河出書房新社 1959（中国古典物語）
- 対の思想 中国文学と日本文学 勁草書房 1969（のち岩波同時代ライブラリー）
- 好色の戒め「肉蒲団」の話 文藝春秋 1969（のち文庫）
- 女は強く男も強い物語 徳間書店 1969（のち文庫）
- 島 筑摩書房 1971
- 一条さゆりの性 講談社 1971（のち文庫）
- 好色の勧め 文藝春秋 1971（のち文庫）
- 駒田信二の金瓶梅 二見書房 1972（のち「私本・金瓶梅」徳間文庫)
- 聖人の虚像と実像-論語 新人物往来社 1973
- 好色 サンケイ新聞社出版局 1973（のち徳間文庫）
- 中国神仙奇談 講談社 1973
  - のち新編「中国怪奇物語」幽霊編・妖怪編・神仙編 講談社文庫。「中国怪奇物語」扶桑社文庫
- 中国妖姫伝 講談社 1973（のち文庫）
- 妖花伝 現代企画室 1974（のち徳間文庫）
- 風流のぞきからくり 艶談32 大和書房 1975
- 夏姫物語 現代企画室 1975（のち徳間文庫）
- 中国大盗伝 徳間書店 1976（のち文庫、ちくま文庫）
- 花のしとね 現代企画室 1977
- 論語 その裏おもて 主婦の友社 1977（のち旺文社文庫、徳間文庫）
- 艶笑本の世界 日本書籍 1979
- 艶釈版植物歳時記 講談社 1979
- 壷中の天 講談社 1980
- 谿の思想 中国と日本のあいだ 勁草書房 1980
- 騎馬娘の仇討 現代企画室 1980
- 獣妖の姦 現代企画室 1980
- 私の小説教室 毎日新聞社 1981（のち集英社文庫）
- 中国故事はなしの話 文春文庫 1981
- 世界の悪女たち 文藝春秋 1981（のち文庫）
- 墨子を読む 勁草書房 1982
- 漢詩名句はなしの話 文春文庫 1982
- 遠景と近景 中国・中国文化・日本 勁草書房 1983
- 好色の勧め―「杏花天」の話 文春文庫 1984
- 中国古典散歩 文藝春秋 1985（のち文庫）
- 江戸小咄 岩波書店 1985（古典を読む）
- 中国妖女伝 旺文社文庫　1985
- 言葉と鋏 漢字読み書きばなし 文藝春秋 1986（のち「漢字読み書きばなし」文春文庫）
- 近代奇人伝 旺文社文庫 1986
- 艶笑動物事典 文春文庫 1986
- 中国書人伝 芸術新聞社 1986
- 私本・荒淫王伝 徳間文庫 1986
- 艶笑植物事典 文春文庫 1987
- 書下し 中国故事はなしの話 文春文庫 1987
- 私本・肉蒲団 徳間文庫 1987
- 艶笑人名事典 文春文庫 1987
- ストリップ一代 浅草駒太夫ひとりがたり 新潮社 1987
- 艶笑いろはかるた 文春文庫 1989
- シルクロードをゆく 東方書店 1990
- 私の中国捕虜体験 岩波ブックレット 1991
- 中国詩人伝 芸術新聞社 1991
- 三国志故事物語 河出書房新社 1993
- 漢詩百選人生の哀歓 世界文化社 1993、ちくま文庫 2006
- 中国の歴史を歩く 文藝春秋 1995
- 死を恐れずに生きる 講談社 1995

## 共編著
- 中国故事物語 柳沢三郎, 後藤基巳, 駒田信二(編集) 河出書房新社 1960
- ストリップ昭和史 中谷陽 (著, 編集),竹中労 (著),田中小実昌 (著),小沢昭一 (著),駒田信二 (著),おのざさんいち (イラスト) インテリジェンス社 1979
- 中国故事物語 寺尾善雄共編　河出文庫 1983
- 世界の戦争 (4) 中国の戦争―項羽と劉邦と万里の長城 講談社 1985
- 日本の名随筆 (80) 艶 選担当　作品社　1989

## 翻訳
- 今古奇観　抱甕老人 千田九一共訳 平凡社 1958→平凡社東洋文庫全5巻
- 中国故事物語 後藤基巳、常石茂共訳編　河出書房新社 1960
- 水滸伝 施耐庵 平凡社 1962→講談社文庫全8巻→ちくま文庫全8巻
- 趙樹理集（中国現代文学選集）平凡社、1962
- 三国志 羅貫中 （少年少女世界文学全集）講談社、1963→同青い鳥文庫　1985
- 棠陰比事 桂万栄 （中国古典文学大系）平凡社、1969→岩波文庫　1985
- 阿Q正伝・狂人日記 魯迅（世界文学全集）集英社、1974→講談社文芸文庫1998
- 中国の故事と名言五〇〇選 常石茂共編 平凡社 1975
- 中国ジョーク集 実業之日本社 1975→旺文社文庫　1986→じっぴコンパクト：実業之日本社　2007
- 中国笑話集 編訳 講談社文庫　1978
- 魯迅作品集 講談社文庫 1979
- 新十八史略 全8巻 常石茂共編訳　河出文庫 1981
- 画本水滸伝　全6巻　中央公論社　1983
- 中国猟奇小説集　旺文社文庫　1986
- 中国怪異小説集 旺文社文庫 1986
- 中国好色犯罪小説集 旺文社文庫 1986
- 中国劇画水滸伝 全2巻 中央公論社 (Chuko★comics) 1994

## 責任編集
- 人物中国の歴史5 三国志の世界 集英社文庫 1987
- 人物中国の歴史6 長安の春秋 集英社文庫 1987

## 参考
- 『一条さゆりの性』講談社文庫、年譜
- 小谷野敦編著 『翻訳家列伝101』 新書館、2009年11月27日、ISBN 978-4-403-25102-3